# 察雅县
察雅县（藏語：བྲག་གཡབ་རྫོང，威利转写：brag g.yab rdzong，藏语拼音：Chagyab Zong，意為察雅宗）是中華人民共和國西藏自治區昌都市中部的一個縣。县人民政府驻地烟多镇距昌都88公里，距邦达机场120公里。察雅在藏語的意思是「岩窩」。
察雅县地处横断山脉北段，位于西藏昌都市东南部，北连卡若区，东邻贡觉县，南与芒康县、左贡县接壤，西与八宿县毗邻。河谷地带最低海拔2900米，平均海拔3500米。地形独特，山高谷深，沟壑纵横。

## 行政区划
察雅县下辖3个镇、10个乡：
烟多镇、香堆镇、吉塘镇、宗沙乡、卡贡乡、荣周乡、巴日乡、阿孜乡、王卡乡、新卡乡、肯通乡、扩达乡和察拉乡。

## 人口
根據第七次人口普查數據，截至2020年11月1日零時，察雅縣常住人口為57065人。

## 交通
- 214国道过境。
- 349国道起点。